# Gustav Milkoweit
Gustav Milkoweit (* 21. Oktober 1908 in Eydtkuhnen, Ostpreußen; † 8. Mai 1988 in Dannenberg) war ein deutscher Politiker (FDP-GB/BHE).

## Leben
Milkoweit besuchte von 1915 bis 1918 die Volksschule und von 1918 bis 1924 die Mittelschule. Von 1924 bis 1934 war er als Kaufmann tätig; nach eigenen Angaben trat er zum 1. Juli 1929 in die NSDAP ein (Mitgliedsnummer 199.264), in der er Kreisamtsleiter wurde. Von 1934 bis 1939 war er bei der Kraft durch Freude in Elbing und Neidenburg. Vom 15. November 1939 bis zum 12. Juli 1941 war er bei der DAF (zuletzt als Kreisobmann) und vom 13. Juli 1941 bis 25. Februar 1943 als Angestellter bei der Kreisleitung in Straßburg (Westpreußen).
Milkoweit wurde von den alliierten Militärbehörden wegen Zugehörigkeit zum Führerkorps der NSDAP am 12. Januar 1948 zu sechs Monaten Gefängnis verurteilt. Am 31. Januar 1950 wurde er vom Entnazifizierungs-Hauptausschuss Lüneburg in Kategorie IV entnazifiziert.
Am 13. März 1958 rückte Milkoweit für den verstorbenen Herbert Glaeser in den Landtag von Niedersachsen nach, dem er bis zum Ende der Wahlperiode am 5. Mai 1959 angehörte. Bis zum 5. Oktober 1958 war er Mitglied der FDP-GB/BHE-Fraktion. Vom 1. September 1958 bis 5. Mai 1959 war er Mitglied im Unterausschuss für Fragen des Beamtenrechts.